# DVD-Video

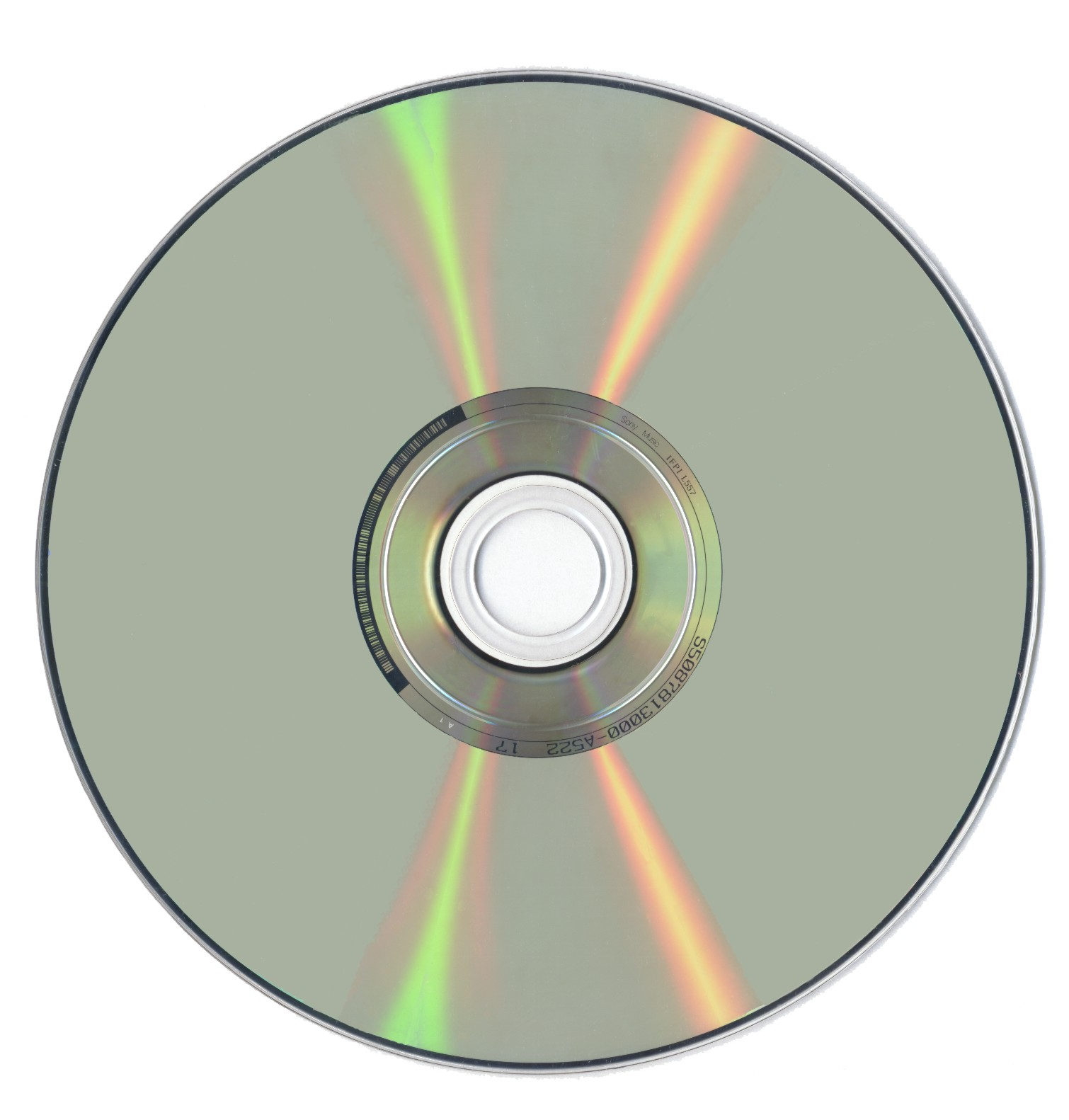
DVD-Video的讀取面

DVD-Video是消費類視頻格式，用於將數位視頻存儲在DVD光碟上，最早于1996年11月在日本推出。至2003年止，DVD-Video格式已在亞洲、北美、歐洲及澳大利亞佔有統治地位。使用DVD-Video規範的光碟需要帶有MPEG-2解碼器的DVD磁碟機才可播放（如DVD播放機或帶有DVD播放軟體的電腦DVD光碟機）。商用DVD電影常使用MPEG-2壓縮視頻編碼以及不同格式的音訊編碼（通常為如下所述的多通道格式）。通常來講，DVD電影的資訊速率從3 Mbit/s到9.5 Mbit/s不等，而比特率為自我調整速率。
DVD-Video規範由DVD論壇創建，可以5,000美元的費用从DVD格式/徽標授權公司（DVD Format/Logo Licensing Corporation）中获得規範授权。DVD-Video規範不公開销售，且訂戶必須簽署保密協定。DVD Book中的某些資訊为專有機密資訊。

## 视频数据
DVD-Video使用H.262（MPEG-2）壓縮標準（最高碼率為9.8 Mibit/s）或MPEG-1壓縮標準（最高碼率為1.856 Mibit/s）以錄製移動圖像。DVD-Video支援色彩深度為每色8位YCbCr與4:2:0色度抽樣的視頻。
以下為H.262標準所支持的格式：
- 帧率為25fps、隔行掃描（常見於以PAL制式（576i）為標準的地區）：

720 × 576像素（與D1相同）
704 × 576像素
352 × 576像素（與China Video Disc標準相同）
352 × 288像素
- 帧率為29.97fps或23.976fps、隔行掃描（常見於以NTSC制式（480i）為標準的地區）：

720 × 480像素（與D1相同）
704 × 480像素
352 × 480像素（與China Video Disc標準相同）
352 × 240像素
以下為MPEG-1標準所支持的格式：
- 帧率為30fps或25fps、逐行掃描：
- 352 × 288像素
- 352 × 240像素

所有視頻模式下均支援4:3幀長寬比的視頻，只有D1格式支援寬屏視頻。
MPEG-1不支援隔行掃描，而H.262均支持隔行掃描與逐行掃描。不率屬於上述帧率的視頻內容可使用pulldown技術編碼為H.262，常見於編碼每秒帧率為23.976的視頻内容，使其以29.97的每秒帧率播放。

## 限制
- DVD區域碼（DVD region code）
- 內容擾亂系統（Content Scrambling System；CSS）
- 多媒體資料內容保護（Content Protection for Recordable Media；CPRM）
- 類比保護系統（Analog Protection System；APS）
- 使用者操作禁止（User Operation Prohibition或Prohibited User Operation；簡稱UOP或PUO）
- 區碼控制（Regional Playback Control；RPC）
- 增強區碼控制（Regional Control Enhancement；RCE）